# Saint-Gravé
Saint-Gravé (en bretó Sant-Gravez) és un municipi francès, situat a la regió de Bretanya, al departament d'Ar Mor-Bihan. L'any 2006 tenia 689 habitants.

## Demografia
| 1962                                       | 1968 | 1975 | 1982 | 1990 | 1999 |
| ------------------------------------------ | ---- | ---- | ---- | ---- | ---- |
| 576                                        | 637  | 586  | 601  | 612  | 643  |
| Des de 1962: població sense dobles comptes |      |      |      |      |      |

## Administració
| Període   | Identitat              | Partit |
| --------- | ---------------------- | ------ |
| 2001-2008 | Roger de La Bouillerie |        |
| 2008-     | Marie-Odile Colineaux  |        |